# Szigeti Imre
Szigeti Imre, Tripámer (Veszprém, 1831. október 15. – Budapest, 1902. június 6.) színész, rendező, színigazgató. Szigeti József színész öccse.

## Pályafutása
A színi pályára 1855-ben Pécsett lépett mint Moor Károly a Haramiákban. 1857-ben a kolozsvári színházhoz szerződtették. 1860-ban mintegy 100 000 forintot örökölt, melynek fedezetével igazgatói engedélyt kért. Színigazgató lett és átvette a győri színtársulat vezetését. Nyolc évig a legnagyobb vidéki színházak igazgatója volt, 1868 tavaszán tönkrement. Mecénásként tevékenykedett. Vidéken próbálta az ország első színházát mind díszletben, mind jelmezben túlszárnyalni. Társulatával megfordult Pozsonyban, Pécsett, Debrecenben és Kolozsváron is. 1868. április 1-től a Nemzeti Színház tagja lett és nyugdíjintézetének alelnöke volt. Először úgy gondolták, hogy testvére, Szigeti József közbenjárására került oda, később azonban bizonyságot tett, hogy tehetséges színész. 1873-tól 1902-ben történt nyugdíjazásáig végleg tagja lett a színháznak. Drámai hősöktől kezdve egészen a groteszk figurákig nagyon sok szerepet eljátszott.
Cikke a Magyar Szemlében: Hogyan lettem én színigazgató?, 1893
Sírja a Fiumei úti sírkertben található. Egykori síremléke, ahol bátyjával, Józseffel együtt 1942-ig nyugodott a Kerepesi temető 29/1. parcellájában, a Gerenday-műhely alkotása volt. Jelenlegi sírját (34/1-3-21) 2010-ben a Nemzeti Emlékhely és Kegyeleti Bizottság újíttatta fel, sírfeliratát immár az ő nevének feltüntetésével kiegészítve.

## Fontosabb szerepei
- Brankovics György (Obernyik K.)
- Bolingbroke (Scribe: Egy pohár víz)
- Theseus (Shakespeare: Szentivánéji álom)
- Antonio (Beaumarchais: Figaro házassága)
- Béldi Pál (Szigligeti Ede)
- Bánk bán (Katona József)